# Chantecoq (film)
Chantecoq (conosciuto anche col titolo Chantecoq ou l'espionne de Guillaume) è un film del 1916, diretto da Henri Pouctal, basato sul romanzo L'espionne de Guillaume, del 1914, di Arthur Bernède.

## Trama
Nel corso della prima guerra mondiale alcuni sospetti malfunzionamenti vengono rilevati nella fabbrica di esplosivi, di importanza strategica, di Bar-le-Duc, nel Grande Est francese. Dalla capitale viene allora inviato il famoso ed estroso investigatore Chantecoq, per far luce sulla situazione. Per prima cosa egli – subodorando un caso di spionaggio - consiglia al direttore della fabbrica, Richard, di sbarazzarsi della formula segreta, detta "formula Z", di un nuovo potente esplosivo, la cui produzione avrebbe dovuto essere iniziata di lì a poco. Mentre i due sono a colloquio un'esplosione provoca scompiglio e gravi danni all'officina.
Il giorno dopo Richard viene convocato tramite un biglietto di un anonimo che gli promette di informarlo su chi sarebbe stato l'autore del patente sabotaggio, presso una cappella diroccata in una località fuori mano. Richard vi si reca e vi trova uno dei suoi collaboratori da diversi anni, Gerfaut, che gli offre una ingente somma di denaro in cambio della formula Z. Gerfaut è in effetti una delle tre spie del nemico tedesco (la sua vera identità è colonnello vor Reitzer) che si sono infiltrate nella località, e, oltre ad essere stato il sabotatore, vuole impadronirsi della formula per passarla al proprio governo. Richard, indignato, si scaglia contro Gerfaut, ma viene ucciso da alcuni sicari al soldo del colonnello germanico. Il giorno dopo Chantecoq, nei pressi della cappella, scopre l'omicidio, e, senza alterare nulla nella scena del delitto, parte per Parigi.
Il terzetto di spie decide allora di inviare Gerfaut/von Reitzer, travestito da Richard, a Parigi presso l'ideatore della formula, il chimico Aubry, per cercare di carpirgliela, lamentando il fatto che in essa ci sarebbero delle inesattezze. Aubry non gli consegna la formula ma propone di recarsi insieme a Bar-le-Duc per verificare la situazione, e i due si danno appuntamento dopo qualche ora. Provvidenzialmente Chantecoq incontra Aubry e lo informa sulla situazione. L'investigatore si traveste da Aubry, e, munito di una falsa formula, parte con la spia verso la fabbrica.
Sul treno c'è anche la coordinatrice del terzetto di spie, Emma Luckner: insieme a Gerfaut ella attacca il finto Aubry e gli sottrae la formula (falsa). Accortisi poi che coloro che credeono essere Aubry è in realtà Chantecoq, il loro più pericoloso nemico, dopo averlo tramortito lo fanno smontare dal treno e lo rapiscono facendolo entrare in un'automobile.
La polizia scopre il corpo di Richard, e, in base ad una denuncia anonima, perquisisce la casa dell'ingegner Vallier, vicedirettore dell'azienda e fidanzato della figlia del defunto, Yvonne, e vi trova documenti - presumibilmente introdottivi dalle spie - che comprovano i contatti di Vallier con una potenza straniera. Vallier può ben dichiarare che i documenti sono falsi, ma grazie anche alla campagna di sobillazione che Gerfaut attua presso i dipendenti dell'azienda, che entrano in agitazione per la perdita del loro magnanimo direttore, Vallier viene arrestato con l'accusa di omicidio e di alto tradimento. Gioca anche il fatto che, poco tempo prima, Richard aveva "promesso" la mano della figlia (senza chiederlo alla figlia) non a Vallier, ma a tale Marois, un possidente della zona. E Marois è la terza spia nemica (capitano Herfeld). Vallier, in primo grado, viene condannato.
Chantecoq è stato portato a Berlino. Qui entra nelle grazie nientedimeno che di un principe della corte imperiale, che, in cambio della formula Z, beninteso, gli promette che avrà salva la vita, e che intercederà per salvare anche Vallier. A Berlino sono presenti anche le tre spie. Emma Luckner teme che la sorniona abilità di Chantecoq possa incantare il principe, e decide di avvelenarlo. Ma Chantecoq, dopo qualche irriverente prova di spavalderia, somministra il cibo che gli viene offerto alle due sempliciotte guardie che lo hanno in custodia, che in breve tempo muoiono. Emma Luckner, scoperta autrice dell'avvelenamento, redarguita dal principe, minaccia di rivolgersi al Kaiser stesso, Guglielmo, col quale aveva fama di essere in confidenza.
Questa volta il Kaiser non è d'accordo con Emma, e decide che Chantecoq venga trasferito ad una delle residenze imperiali sul lago di Costanza, ai confini con la neutrale Svizzera.
Aubry intanto sta dirigendo la fabbrica, nei procedimenti di produzione dell'esplosivo derivati dalla sua formula Z. Sospettoso, sostituisce la formula originale, in cassaforte, con un plico appositamente progettato. Non passerà molto tempo, infatti, prima che le spie, nella persona di Marois, scassineranno il forziere. Marois preleva il plico, che esplode fra le sue mani provocandone la morte.
Chantecoq, dal lago, tenta la fuga su una barca a remi, ma viene inseguito in motoscafo, finché, esausto, si getta in acqua. Da allora di lui si perdono le tracce.
A Parigi si sta svolgendo l'udienza d'appello contro Vallier. Nessuno è in grado di portare la testimonianza decisiva per scagionare l'imputato, finché, all'ultimo istante, non appare Chantecoq, osannato dal pubblico. Vallier viene scagionato, e Gerfaut/von Reitzer e Emma Luckner vengono arrestati.
Mentre Yvonne e Vallier si riuniscono, Chantecoq racconta di come sia riuscito, ormai allo stremo delle forze nelle acque lacustri, a raggiungere la Svizzera.

## Produzione
Chantecoq è stato girato in Francia megli anni della prima guerra mondiale, durante la battaglia di Verdun. La location del film, Bar-le-Duc, aveva un valore altamente simbolico in quanto quasi totalmente circondata dalle truppe tedesche, e la sola strada che connetteva la località al resto del paese passava proprio attraverso Bar-le-Duc, dove venivano concentrati uomini e attrezzature prima di essere avviati al fronte.
Nella rivista Ciné pour tous del marzo 1923 si legge che Abel Gance è stato il location manager di Pouctal per questo film.

## Accoglienza
Georges Sadoul, nel suo Dictionnaire des cinéastes riferisce che il critico cinematografico del tempo, Louis Delluc, riteneva Henri Pouctal uno dei migliori registi francesi del periodo anteguerra. Delluc, dal canto suo, non annoverava Chantecoq fra i suoi migliori film.
Secondo lo storico Richard Abel, Chantecoq è stato uno dei film di spionaggio di maggior successo negli anni della guerra.